# Hällesjön (Fritsla socken, Västergötland)
Hällesjön är en sjö i Marks kommun i Västergötland och ingår i Viskans huvudavrinningsområde.